# Kakslauttanen Arctic Resort
Kakslauttanen Arctic Resort Oy är ett finländskt hotell och semesterby i lågfjällsområdet Saariselkä i Sodankylä i landskapet Lappland i Finland. Det ligger väster om Urho Kekkonen nationalpark i den södra delen av fjällområdet, cirka tio kilometer söder om byn Saariselkä, cirka 240 kilometer norr om Rovaniemi och 250 kilometer norr om Polcirkeln. Avståndet till Ivalo flygplats är cirka 37 kilometer.
Kakslauttanen Arctic Resort är privatägd av dess grundare, Jussi Eiramo. Han inledde sin affärsverksamhet i området 1974 genom att starta ett kafé, med turister på väg till eller från Polcirkeln som en viktig målgrupp. Marken ägs av kommunen.
Arctic Resort är känd för sina glasigloo, ett boendealternativ särskilt formgivet för skådning av natthimlen och polarskenet, och består av två delar, den östra och den västra byn, varav den östra är äldst. Den västra byn ligger cirka 500 meter ifrån receptionen, den östra lite längre bort. Byarna har var sin restaurang, souvenirbutik och aktivitetsutbud. Det finns flera valmöjligheter vad gäller inkvartering, bland andra glasigloo, timrade stugor med öppen spis och egen bastu eller stugor hopbyggda med en glasigloo, inredd som sovrum. Det finns sammanlagt över 500 bäddplatser. Inom anläggningen finns också större lokaler, som kan användas för olika evenemang, rökbastur och vanliga finska bastur. 
Det finns också ett konstgalleri, Kakslauttanen Art Gallery, som invigdes i november 2017. Galleriet har en utställningsyta på 450 kvadratmeter och visar samtida konst, med fokus på nordisk och samiskt konst. Kakslauttanen Arctic Resort är sedan tidigare känd för sin konstnärliga utsmyckning både inne i och utanför flera av husen. I naturen inom området finns över 120 träskulpturer. Galleriet anordnar årligen sedan 2003 ett internationellt konstevenemang, Arctic Art Week, som bidrar till utökningen av konstsamlingen. Äganderätten till konstverken som skapas under veckan övergår till Kakslauttanen Arctic Resort, som ställer ut dem inom anläggningen. Vidare har galleriet ett residensprogram, som möjliggör för konstnärer att ansöka om att få bo där gratis och arbeta med sitt skapande under 1-2 månader.